# Ala-Säynäjä
Ala-Säynäjä eller Ala Säynäjäjärvi är en sjö i Finland. Den ligger i kommunen Rovaniemi i landskapet Lappland, i den norra delen av landet, 700 km norr om huvudstaden Helsingfors. Ala-Säynäjä ligger 149,8 meter över havet. Den är 10,2 meter djup. Arean är 58,5 hektar och strandlinjen är 3,77 kilometer lång. Sjön  ingår i Kemi älvs huvudavrinningsområde.   Den sträcker sig 1,4 kilometer i nord-sydlig riktning, och 1,2 kilometer i öst-västlig riktning.
I övrigt finns följande vid Ala-Säynäjä:
- Säynäjäjoki (ett vattendrag)
- Säynäjäselkä (en kulle)